# Epirus (regiune)

Triburi din Epir din antichitate

Epirus / ɨpaɪərəs / este o regiune geografică și istorică în sud-estul Europei, împărțită între Grecia și Albania. Aceasta se află între Munții Pindului și Marea Ionică, care se întinde de la Golful Vlorë în nord, până la Golful Ambracian în sud. În prezent, este împărțită între regiunea Epirus din nord-vestul Greciei și județele Gjirokastër, Vlorë și Berat, în sudul Albaniei. Cel mai mare oraș din Epir este Ioannina, sediul regiunii de Epir, și Gjirokastër cel mai mare oraș din partea albaneză din Epir.
O regiune de munte cu aspect preponderent accidentat, Epir se află la periferia lumii antice grecești. Aceasta a fost locuită de triburi grecești Chaonians, Molossians și Thesprotians. Pe teritoriul regiuni s-a aflat sanctuarul din Dodona, cel mai vechi oracol antic grecesc, și al doilea ca prestigiu după Oracolul din Delphi. Unificat într-un singur stat în 370 î.Hr. de către dinastia Aeacidae, Epir a atins faima în timpul domniei lui Pyrrhus din Epir, ale cărui campanii împotriva Romei sunt la originea termenului „victoria a la Pyrrhus”. Epir a devenit ulterior parte a Imperiului Roman, împreună cu restul Greciei, în 146 î.Hr., după care a făcut parte din Imperiul Bizantin. După căderea Constantinopolului după a patra cruciadă, Epir a devenit centrul al Despotatului Epirului, unul dintre statele succesoare ale Imperiului Bizantin. Cucerit de Imperiul Otoman în secolul al XV-lea, Epirul a devenit semiindependent în timpul domniei lui Ali Pașa din secolul al XIX-lea, dar otomanii și-au reafirmat controlul lor în 1821. În urma războaielor balcanice și a primului război mondial, sudul Epirului a devenit parte a Greciei, în timp ce nordul Epirului a devenit parte a statului nou creat din Albania.

## Fotografii

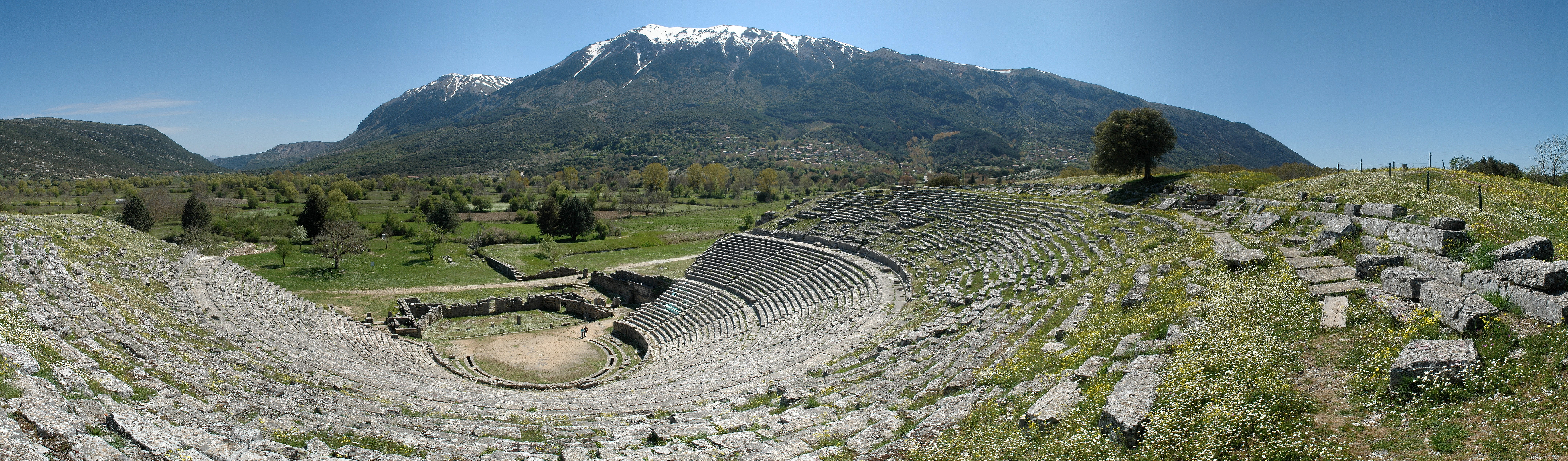
Teatrul de Dodona cu Mt. Tomarus în fundal.

### Galerie

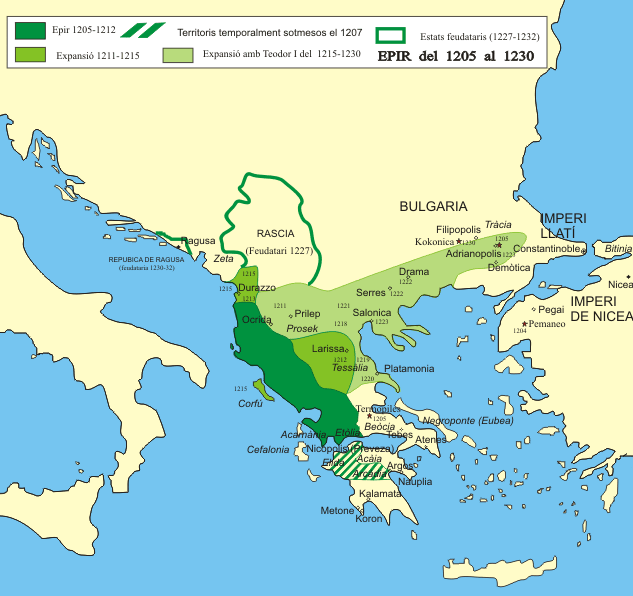
Despotatul Epirului din evul mediu
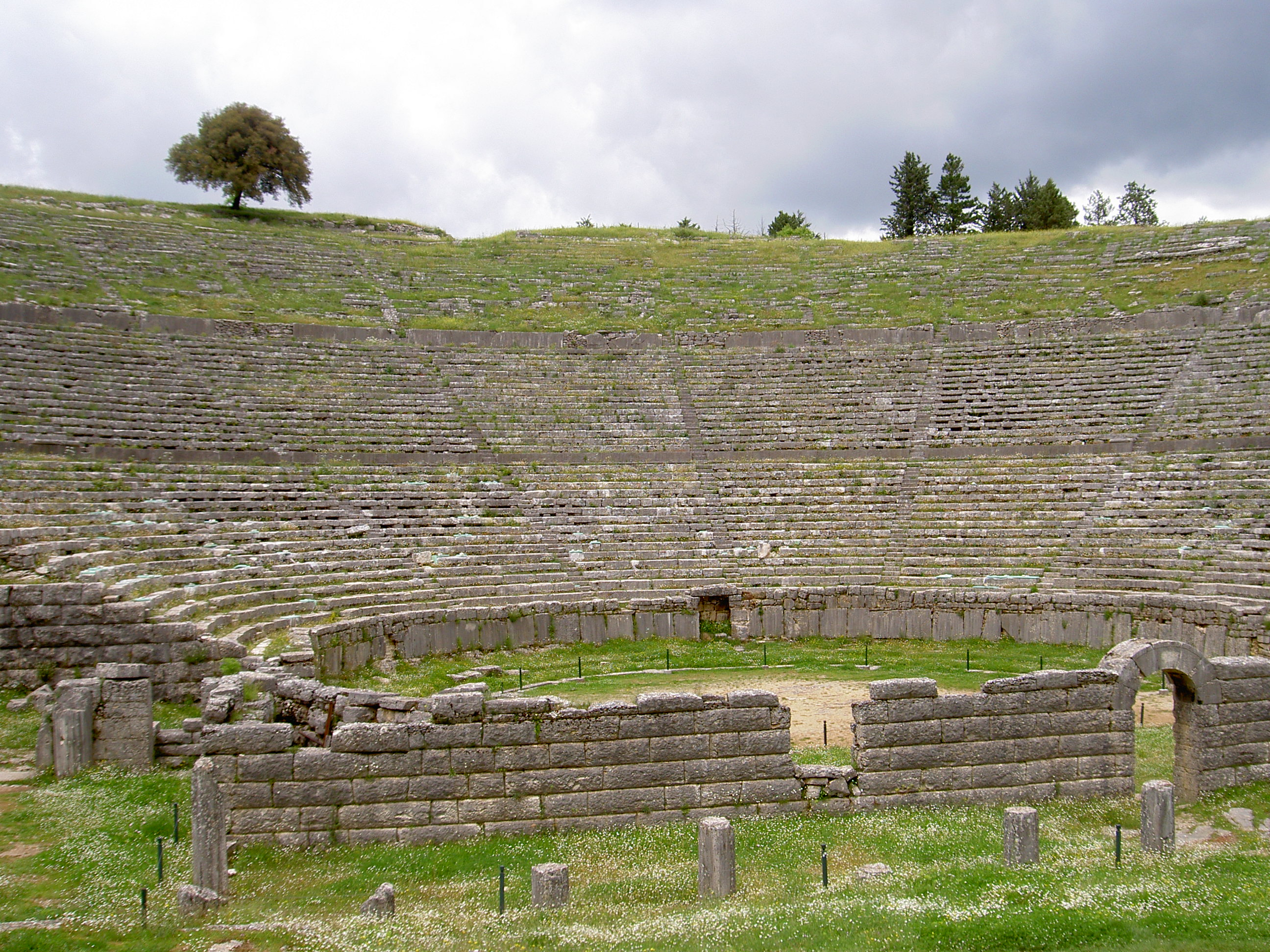
The Hellenistic theater of Dodona.